# 鬚長鰭鱈
鬚長鰭鱈，為輻鰭魚綱鱈形目褐鱈科的其中一種，分布於西南大西洋巴西里約熱內盧至阿根廷海域，為亞熱帶海水魚，深度60-610公尺，體長可達57公分，棲息在底層水域，生活習性不明。

## 扩展阅读
- 维基共享资源上的相關多媒體資源：鬚長鰭鱈